# Dracula dalstroemii
Dracula  é uma espécie de orquídea epífita de crescimento cespitoso cujo gênero é proximamente relacionado às Masdevallia, parte da tribo Pleurothallidinae. Esta espécie é originária do noroeste do Equador, onde habita florestas úmidas e nebulosas das montanhas.
Talvez um híbrido natural de Dracula gigas e Dracula levii, delas pode ser diferenciada por ser grande, rosada e pubescente como a primeira, mas com calos na base das sépalas como a segunda.